# Pozzolengo
Pozzolengo – miejscowość i gmina we Włoszech, w regionie Lombardia, w prowincji Brescia.
Według danych na rok 2004 gminę zamieszkiwało 2895 osób, 137,9 os./km².
- miejsce bitwy pod Pozzolo (25 grudnia 1800 r.)